# El Cairo
El Cairo è un comune della Colombia facente parte del dipartimento di Valle del Cauca.